# 伍餘福
伍餘福（1480年—？），初字君求，更字疇中，號寒泉，直隸蘇州府吳縣人，民籍，明朝政治人物。

## 生平
正德十一年（1517年）應天府鄉試第二十一名舉人。正德十二年（1518年）聯捷丁丑科會試第五十二名，登第三甲第四十三名進士。刑部观政，初授长垣县知县，三年任满，擢升工部营缮司主事，嘉靖五年（1526年）丁父母忧。服除，起升刑部员外郎，尋調兵部车驾司，又改职方司，升武库司郎中。嘉靖十年閏六月因被监生詹某告发吏部侍郎徐缙徇私不忠，以纳贿之故骤升知府喻茂坚，以门生之故累迁知县萧一中，以亲戚之故曲庇武库司郎中伍馀福，最终徐缙黜为民，以馀福干请，降三级调外任，謫安吉州判官，升建昌府同知，遷鎮遠府知府，不赴任，不久令致仕。子孝光因事入狱，以此郁郁而终。

## 著作
著有《北驰录》、《西山探梅集》、《安吉新志》、《游天目山记》、《虔行录》、《吴中水利论》。

## 家族
曾祖伍宗理（伍常），曾任壽官；祖父伍瓊（伍璚），曾任義官；祖母倪氏；父伍鋹（1453年-1526年），字允剛，母李氏，封安人。重庆下。兄伍餘慶。
子伍卿忠，名孝先，以字行，弱冠侍父京邸，父因廷杖被傷，卿忠不食饮食者数日，所著有《安南考》、《金閶事》，纂《长洲野志》。随子伍袁萃任贵溪知县，又《修贵溪志》。